# Nicolai Højgaard
Nicolai Højgaard (Aarhus, 12 marzo 2001) è un golfista danese.

## Biografia
Ha un fratello gemello, Rasmus Højgaard, anch'egli golfista professionista ed insieme hanno vinto il Trofeo Eisenhower nel 2018.

## Carriera
Professionista dal 2019, gioca all'interno del European Tour  ed inizialmente ha disputato diversi tornei della Nordic Golf League finendo secondo al KLM Open.
Nel settembre 2021 ha conquistato il primo torneo dell'European Tour, vincendo l'Italian Open davanti all'inglese Tommy Fleetwood e al polacco Adrian Meronk. Nel febbraio 2022 ha vinto il secondo torneo del circuito europeo, il Ras Al Khaimah Championship, aggiudicandosi il davanti all'inglese Jordan Smith, con quattro colpi sotto il par.
Il 4 settembre 2023 è stato convocato per la Ryder Cup dal capitano Luke Donald, in cui ha totalizzato mezzo punto e contribuito alla vittoria finale del Team Europa.

## Vittorie professionali (4)

### European Tour (3)
| Legenda                 |
| Tornei Major (0)        |
| Tornei Rolex Series (0) |
| Tour Championships (1)  |
| Altri European Tour (2) |

| No. | Data             | Torneo                            | Punteggio di vittoria | To par | Margine | Secondo                                       |
| --- | ---------------- | --------------------------------- | --------------------- | ------ | ------- | --------------------------------------------- |
| 1   | 5 settembre 2021 | Italian Open                      | 66-69-65-71=271       | −13    | 1 colpo | Tommy Fleetwood Adrian Meronk                 |
| 2   | 6 febbraio 2022  | Ras Al Khaimah Championship       | 67-65-64-68=264       | -24    | 4 colpi | Jordan Smith                                  |
| 4   | 19 novembre 2023 | DP World Tour Championship, Dubai | 67-66-70-64=267       | −21    | 2 colpi | Tommy Fleetwood, Viktor Hovland, Matt Wallace |

### Nordic Golf League (1)
| Tornei Major (0) |
| Altri Tour (1)   |

| No. | Data           | Torneo           | Punteggio di vittoria | To par | Margine | Secondo           |
| --- | -------------- | ---------------- | --------------------- | ------ | ------- | ----------------- |
| 1   | 27 aprile 2018 | Bravo Tours Open | 72-74-65=211          | −5     | 2 colpi | Ludwig Nordeklint |

### Partecipazioni Ryder Cup

#### Professionista
- Ryder Cup: 2023